# ژامبلو
شهر ژامبلو (به فرانسوی: Gembloux) در شهرستان نمور در استان نمور در منطقه فدرال والوون در کشور بلژیک واقع شده‌است.